# 구자명 (가수)
구자현(1990년 3월 19일 ~ )은 대한민국의 가수 겸 전 축구 선수이다. 2007년 U-17 청소년 대표로 활동한 경력이 있다. 중동고등학교를 나왔으며, 2012년 MBC 《스타 오디션 위대한 탄생 2》 최종 결승전에서 배수정과 박빙의 승부 끝에 우승하였다.

## 학력
- 서울광장초등학교 졸업
- 광희중학교 졸업
- 중동고등학교 졸업

## 음반
- 《연남동》 (2017년)
- 《뒤를 돌아봐》 (2017년)

### OST
- 《천 번째 남자 OST Part 2》 (2012년)
- 《비밀 OST Part 2》 (2013년)

## 가수외 활동
- 2011년 MBC 《스타 오디션 위대한 탄생 2》
- 2012년 MBC 에브리원 《무작정 패밀리》
- 2012년 MBC 《황금어장 라디오스타》
- 2012년 MBC 《세바퀴》
- 2012년 MBC 일일시트콤 《엄마가 뭐길래》 - 구자명 역
- 2013년 MBC 《나 혼자 산다》
- 2014년 MBC 《음악여행 예스터테이》
- 2014년 KBS 2TV 《우리동네 예체능》
- 2014년 MBC 《2014 설특집 아이돌스타 육상 양궁 풋살 컬링 선수권대회》
- 2017년 MBC 《미스터리 음악쇼 복면가왕》 - 노래천재 김탁구
- 2020년 TV CHOSUN 《내일은 미스터트롯》

## 사건

### 음주운전 교통사고
2014년 5월 13일 구자명은 음주를 한 후 지하차도를 들이받는 교통사고를 내었고 출연 중이던 《우리동네 예체능》에서 하차하였으며 2017년 7월 1일 자로 KBS·EBS·SBS·JTBC·MBN·TV조선 출연정지 명단에 등재되었다.

## 같이 보기
- 2006년 AFC U-17 챔피언십